# Epístola d'Eugnostos
Epístola d'Eugnostos és el primer tractat del còdex V i el tercer del còdex III dels Manuscrits de Nag Hammadi (NH III, 3 y V 1-17). L'escriptor és un setita gnòstic. El text sols ha sobreviscut en la biblioteca del Nag Hammadi, en la qual està per duplicat. No és un Apocalipsi com la resta dels escrits d'aquest còdex, sinó una epístola.

## Aspectes literaris
Per anunciar l'existència d'un Déu transcendent, un Déu desconegut per tots, incloent-hi els savis d'aquest món, i que no és el creador del món, Eugnostos assumeix el gènere retòric de l'elogi.
Amb un llenguatge entre filosòfic i hímnic, mostra al Déu transcendent que reina des de les altures sobre tots, és a dir, sobre l'univers espiritual. Es nota una gran coherència en l'organització del Tractat que progressa del que està amagat al que és manifest. El principi fonamental, recurrent entre els gnòstics, és la necessitat de descobrir l'invisible en el visible, que és solament possible a través d'una revelació. Només al final es descobreix la identitat d'aquest Déu desconegut i el seu món espiritual, que s'ha revelat aquí sota.

## Contingut
El tema bàsic és la generació, en el sentit del part espiritual. M'entres el primer principi és sense forma o nom, es revela separant de si mateix la forma (o el nom diví que té una forma específica) per donar forma i nom a cada un dels espirituals. Aquesta forma és l'home primigeni, de quina manifestació final és el Salvador. Aquí es troba la doctrina del fill, així com les formes i noms dels eons. Tota la revelació pot ser resumida per la frase de Climent d'Alexandria en els passatges de Teodoto (26,1) a on afirma que la part invisible de Jesús és el nom, i la part visible, l'església d'Alexandria. L'església visible, que ha caigut en el caos inferior, revela el nom invisible que li dona forma i il·luminació.
Eugnostos també es caracteritza per la importància que dona al mite de l'home primigeni, tan distint del terrestre, i manifestació del Déu suprem. Aquest mite, és unit a la doctrina filosòfica de la generació autoengendrada del segon principi diví, una creença generalitzada en tot l'Imperi Romà durant el segle i. El text d'Eugnostos, amb un vocabulari filosòfic precís, permet aclarir la noció d'autoengendrat, una de les idees filosòfiques que els gnòstics van plagiar per explicar la doctrina del Salvador salvat. Finalment l'anàlisi d'Eugnostos toca una pregunta molt debatuda des de l'escola de l'Historia de les Religions a Alemanya respecte als lligams entre el Cristianisme i el Gnosticisme, especialment respecte al mite de l'home celeste o el salvador - redemptor.

## Data i lloc de composició
Eugnostos pot haver-se escrit a Alexandria, ja que és molt semblant al judaisme decididament platònic trobat en Filó d'Alexandria i que ensenya un cristianisme molt adequat per a tal ambient. Les fonts principals sobre les quals el text està basat venen de les escriptures jueves. Això en demostra l'antiguitat, tant com la seva audiència futura. Les doctrines filosòfiques mixt-platòniques del text, tant com els seus paral·lels amb altra literatura patrística, demostren que el llibre fou escrit pels volts del segle ii.

## El text
Sobre el Principi i les seves dues primeres emissions escriu:
| « | El que és, és inefable. Cap principat l'ha conegut, ni autoritat, ni subordinació, ni naturalesa des de la fundació del món, salv ell sol […]. Ningú el governa […]. És innominable […]. És anomenat Pare del Tot […], comprèn les Totalitats de les Totalitats i rés l'avarca, perquè és Intel·lecte total, Pensament, Intenció, Discerniment, Discurs i Potencia. Tots ells són potències iguals. Són les fonts de les Totalitats i el seu gènere és universal i del primer al últim estan en el preconeixement del In-engendrat, perquè encara no havien arribat a la manifestació […]. El Senyor del Tot no és anomenat Pare d'acord amb la Veritat, sinó Prepare. Es veu en si mateix, com en un mirall, havent aparegut en la seva semblança en tant que Pare en si mateix (autopator), o, Auto-engendrador i Enfront de la vista (antopós), atès que ha mirat des d'enfront al Preexistent in-engendrat. És indubtablement de la mateixa edat del que li es anterior, però no es igual a ell en poder. Després manifestà múltiples que miren de front, auto-generats, d'igual edat i poder, existint en glòria i incalculables, que són anomenats la generació sobre la qual no hi ha regne entre els regnes que existeixen. | » |